# Дадашев, Азер Исмаил оглы
Азер Исмаил оглы Дадашев (азерб. Azər İsmayıl oğlu Dadaşov, род. 1 декабря 1946, Баку) — советский и азербайджанский композитор, музыкальный педагог, Народный артист Азербайджана (2018). Профессор Бакинской музыкальной академии имени Гаджибейли (2009), лауреат Национальной премии «Хумай» (2001).

## Биография
Азер Исмаил оглы Дадашев родился 1 декабря 1946 года в городе Баку Азербайджанской ССР.
В 1971 году завершил обучение на композиторском факультете Азербайджанской государственной консерватории по классу великого композитора, академика Кара Караева. Член Союза композиторов СССР и Азербайджана с 1973 года, член гильдии профессиональных режиссёров Азербайджана (2003).
Творческий диапазон Азера дадашева очень широк. Он является автором 14 симфоний, 20 кантат и опер, детской оперы «Приключения маленького Мукуна», балетной миниатюры «Восточная фреска», 3 концертов для фортепиано, флейты, альта, камерной музыки, духовых инструментов, сюиты для оркестров народных инструментов, большого количества камерно-инструментальных и хоровых произведений, музыки к более чем 20 кинофильмам, песен. Также является автором Национального паралимпийского гимна Азербайджана.
Произведения Дадашева звучали на съездах и пленумах Союза композиторов Азербайджана, начиная с 1968 года, и исполнялись выдающимися дирижёрами Республики — Ниязи, Рауфом Абдуллаевым, Назимом Рзаевым, Рамизом Меликаслановым, Ялчином Адыгезаловым, Теймуром Гейчаевым, Фахраддином Керимовым и другими, иностранными музыкантами — Д.Китаенко (Россия), Р.Матсов (Эстония), Р.Шилакадзе (Грузия), В.Рунчак (Украина) и другими Его работы представлялись в ряде зарубежных стран, в том числе: во Франции, США, Англии, Финляндии, Турции, Иране, России и других. Произведения дадашева входили в программу многих престижных фестивалей.
Музыка этого композитора гениально используется в музыкальных учебных заведениях и включена в учебные программы. С 2009 по 2010 годы при поддержке Союза композиторов Азербайджана и Министерства культуры и туризма Азербайджана среди молодых пианистов был проведен I конкурс, посвященный творчеству Дадашова, в 2013 году — II конкурс, в 2016 году — III международный конкурс, в 2019 году — IV Международный конкурс. Песни Дадашева неоднократно исполнялись на республиканских песенных праздниках детей и школьников.
Наряду с творческой деятельностью Дадашев ведет педагогическую деятельность в качестве профессора Бакинской музыкальной Академии. В настоящее время многие его ученики активно работают в различных областях музыкальной культуры республики Азербайджан и зарубежья.
Дадашев является членом правления Союза композиторов Азербайджана с 2007 года, в настоящее время является председателем «Симфонического отдела» союза. Входил в состав жюри различных музыкальных конкурсов, проводимых в республике. Был избран делегатом I (2001), II (2006) и IV (2016) съездов азербайджанцев мира.
Проживает в городе Баку.

## Награды
- Народный артист Азербайджанской Республики (2018)[4],
- Заслуженный деятель искусств Азербайджана (2005),
- лауреат Национальной премии «Хумай» (2001),
- специальная медаль Папы Иоанна Павла II (2002),
- Почётный знак «За заслуги в развитии культуры и искусства» (28 ноября 2013, Межпарламентская ассамблея СНГ) — за значительный вклад в формирование и развитие общего культурного пространства государств — участников Содружества Независимых Государств, реализацию идей сотрудничества в сфере культуры и искусства[5].

## Фильмография
Автор музыки к кинофильмам:
- Структура момента (фильм, 1980),
- Сон (фильм, 2001),
- Жена Моя, Дети Мои (1978),
- Создать мечту (фильм, 1977),
- Дикий кролик (фильм, 1981),
- Домашний столб-ручной столб (фильм, 1982),
- Азиза Джафарзаде (фильм, 1999),
- Экзамен (фильм, 1987),
- Кто виноват? (фильм, 1984),
- Странный дракон (фильм, 1984),
- Старики (фильм, 2008),
- Мелодия пространства (фильм, 2004),
- Чужое время (фильм, 1996),
- Свет в окне (фильм, 1987),
- Девушка-мученица (фильм, 1990),
- Волшебный лепесток (фильм, 1983),
- Летающий жираф (фильм, 1983),
- Молодожены (фильм, 1983).